# Werner Christoph
Werner Christoph (Berlín, 13 de enero de 1943) es un deportista de la RDA que compitió en vela en la clase Soling. Ganó cuatro medallas en el Campeonato Europeo de Soling entre los años 1972 y 1975.

## Palmarés internacional
| Campeonato Europeo | Campeonato Europeo       | Campeonato Europeo | Campeonato Europeo |
| Año                | Lugar                    | Medalla            | Clase              |
| ------------------ | ------------------------ | ------------------ | ------------------ |
| 1972               | Copenhague (Dinamarca)   | Medalla de oro     | Soling             |
| 1973               | Medemblik (Países Bajos) | Medalla de bronce  | Soling             |
| 1974               | Clyde (Reino Unido)      | Medalla de bronce  | Soling             |
| 1975               | Alassio (Italia)         | Medalla de plata   | Soling             |